# Burke Jones
Frances Burkhart Jones, detto Burke (Bridgeville, 25 aprile 1903 – Carnegie, 30 gennaio 1983), è stato un calciatore statunitense, di ruolo centrocampista.

## Carriera

### Club
Ha sempre giocato nel campionato statunitense.

### Nazionale
Ha partecipato alle Olimpiadi del 1924.